# Mesothen caeruleicorpus
Mesothen caeruleicorpus là một loài bướm đêm thuộc phân họ Arctiinae, họ Erebidae.